# Teruji Kogake

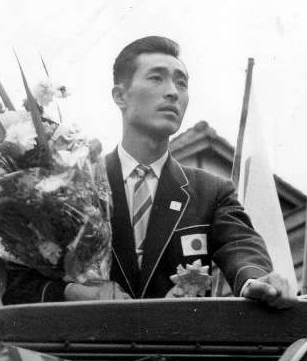
Teruji Kogake, 1956

Teruji Kogake (jap. 小掛 照二, Kogake Teruji; * 18. Dezember 1932 in Jōge, heute Fuchū, Präfektur Hiroshima; † 9. Mai 2010 in Tokio) war ein japanischer Dreispringer.
1956 wurde er bei den Olympischen Spielen in Melbourne Achter.
Von 1954 bis 1957 wurde er viermal in Folge Japanischer Meister. Am 7. Oktober 1956 stellte er dabei in Sendai mit 16,48 m seine persönliche Bestleistung auf. Zuvor war nur Adhemar da Silva weiter gesprungen (16,56 m am 16. März 1955 in Mexiko-Stadt).
Später wurde er Cheftrainer des japanischen Leichtathletikverbandes, als dessen Vizepräsident er von 1995 bis 2005 fungierte. Von 1999 bis 2003 war er Vizepräsident des Japanischen Olympischen Komitees.